# Галина Џунковска
Галина Ивановна Џунковска (рус. Галина Ивановна Джунковская; Ирковка, код Кијева, 6. октобар 1922 — Москва, 12. септембар 1985), совјетски навигатор — штурман на ваздухоплову, учесница Великог отаџбинског рата и херој Совјетског Савеза. По превођењу у резервни састав била је професор енглеског језика, социјална радница и писац неколико књига.

## Живот и каријера
Рођена је у украјинској сељачкој породици 1922. у селу Јурковка. Детињство и младост провела је у Грозном, у коме је 1938. године, завршила медицинску школу. До избијања Другог светског рата, 1941. године студирала је на московском Институту за ваздухопловство. 
У првим месецима рата средином 1941. године, добровољно се придружила Црвеној армији. 
Током 1942. завршила је курс за летача навигатора у војној пилотској школи у Енгелској. 
Од јануара 1943. борили се на фронту, као припадник ескадриле која је дејстовала на више фронтова широм Совјетског Савеза.
Током ваздушних борби, више пута је задобила опекотине по телу. До децембра 1944. направила је 62 борбена лета и борила се у пет ваздушних битака. По чину је била старији поручник. 
После рата службавала је на Далеком истоку СССР, да би 1949. године, била преведена у резервни састав.
Године 1951. дипломирала је на Централном Украјинском државном педагошком универзитету и постала професор енглеског језика у школи. Бавила се и социјалним радом. 
Након смрти сахрањена на гробљу у Кунчевском.

## Одликовања и признања
За исказани хероизам током Великог отаџбинског рата, Галина Џунковска је 18. августа 1945. године проглашена за хероја Совјетског Савеза. Добила је Медаљу Златну звезду број 8.912. Аутоматски са звањем хероја била је одликована Орденом Лењина. 
Носилац је и других совјетским одликовањима, међу којима су — Орден црвене заставе, Орден Отаџбинског рата првог степена и два Ордена црвене звезде.
Средња школа у њеном родном граду, Ирковка, код Кијева носи њено име.